# Płaszczeniec marszczony
Płaszczeniec marszczony (Buckiella undulata (Hedw.) Ireland) – gatunek mchu należący do rodziny rokietowatych (Hypnaceae). Występuje w Ameryce Północnej, północnej, środkowej i zachodniej Europie, Chinach i na Nowej Gwinei.

## Nazewnictwo
Synonimy: Hypnum undulatum Hedw., Pancovia undulata (Hedw.) J. Kickx f.

## Ochrona
Roślina objęta jest w Polsce częściową ochroną gatunkową od 2004 roku. W roku 2014 status ochronny został utrzymany (Rozporządzenie Ministra Środowiska z dnia 9 października 2014 w sprawie ochrony gatunkowej roślin).